# Kapénková infekce

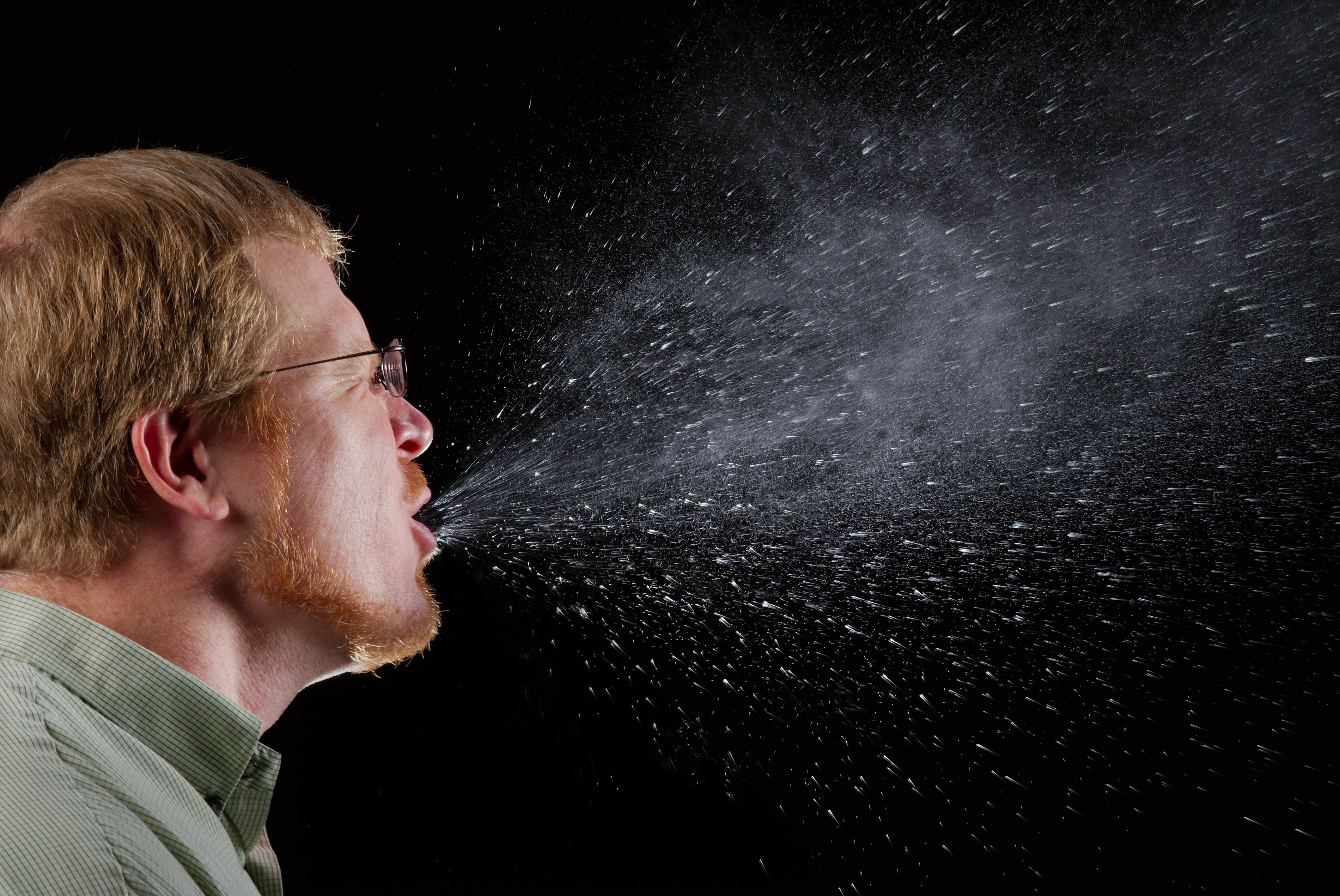
Šíření kapének z úst člověka během kýchání

Kapénková infekce je druh infekce, který se mezi napadenými organismy šíří z infikovaného jedince do okolí za pomoci drobných jemných kapének slin, nosního sekretu či chrchlů. Kapénky jsou produkovány během kýchání, kašlání a v případě lidí i během obyčejné řeči, kdy mluvčí prská sliny do okolí. Dosah může být i 8 metrů, takže jsou nutné ochranné prostředky proti šíření. Také zpívání či samotné dýchání může být zdrojem kapének. Také cvičení má vliv, kdy s námahou prudce roste riziko infekce. Suchý vzduch prodlužuje vzdálenost šíření kapének. Pro průnik bakterií či virů do nového jedince je potřeba, aby byly drobné infikované kapénky vdechnuty do organismu ústy či nosem, či mohou proniknout i přes oční sliznice.
Dle definice se pak jedná o přenos respiračních patogenů na malých kapalných částečkách mezi infikovaným a zdravým organismem.
Je však třeba rozlišovat mezi aerosolem, který se přenáší vzduchem, a kapénkami, které spadnou na povrch. Aerosolový přenos (obsahující většinu počtu částic) lze v místnostech redukovat větráním, které musí mít i správný směr. Přenos kapénkami (obsahující většinu objemu částic) pak hygienou či dezinfekcí povrchů a rukou. Mechanismus přenosu je komplexní problém.
Mezi infekční onemocnění, které se kapénkami šíří, patří např. plané neštovice, chřipka, příušnice, tuberkulóza, meningokok, spalničky, zarděnky, černý kašel, covid-19 či různé formy nachlazení a další.